# Komotini

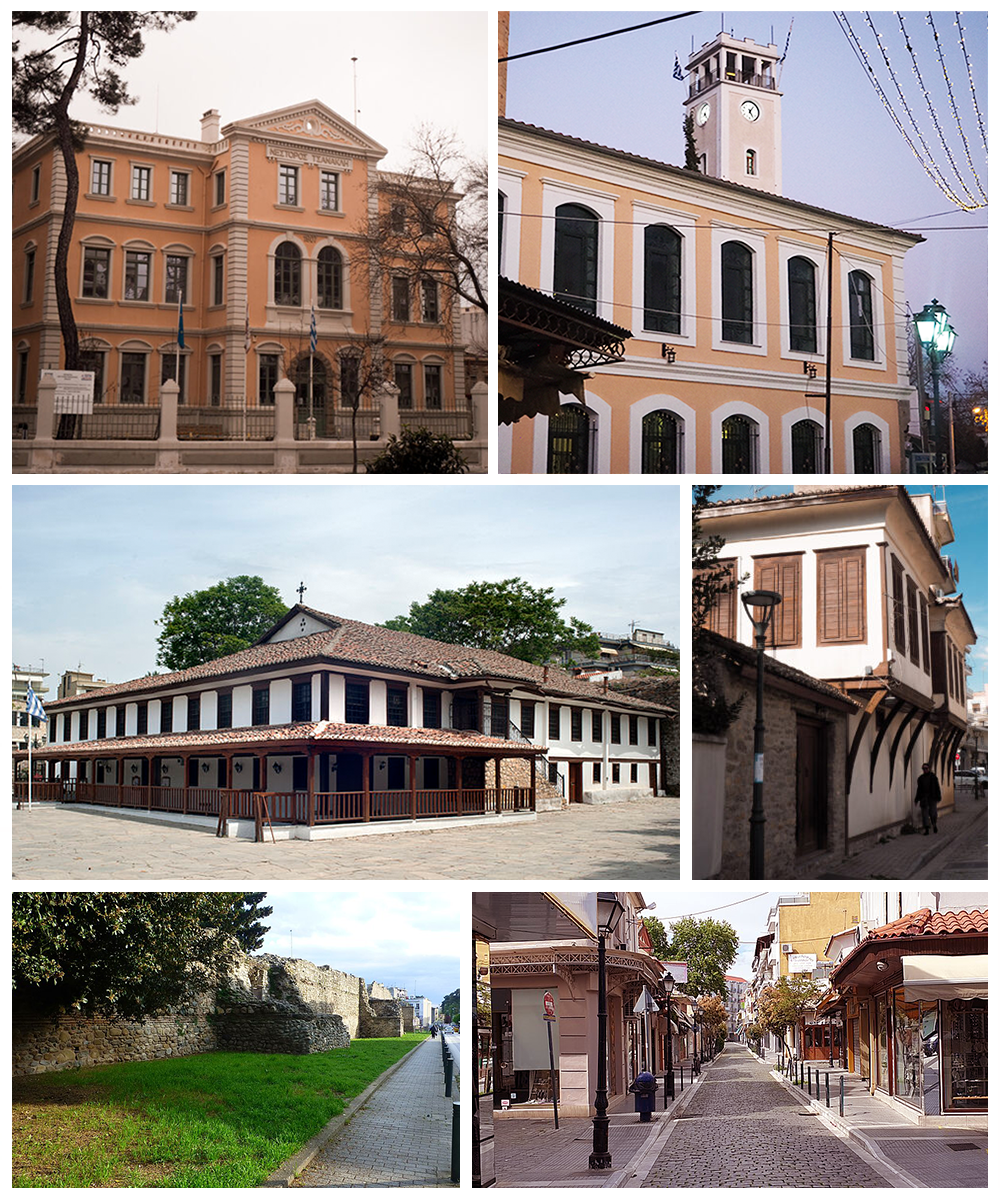
Komotini.

Komotini (grekiska: Κομοτήνη) är en stad i kommunen Dimos Komotini i nordöstra Grekland. Den är huvudstad i regiondelen (perifereiakí enótita) Rodopi och i regionen Östra Makedonien och Thrakien. Staden hade 63 774 invånare år 2001. I det bysantinska riket var staden känd som Koumoutzina eller Momotina och i det Osmanska riket som Goumoutzina. I staden ligger Thrakiens universitet som öppnades år 1973.